# Vöröstorkú cinege
A vöröstarkójú cinege (Periparus rufonuchalis), más néven feketemellű cinege a verébalakúak (Passeriformes) rendjébe, ezen belül a cinegefélék (Paridae) családjába tartozó  faj.

## Rendszerezése
A fajt Edward Blyth angol zoológus írta le 1849-ben, a Parus nembe Parus rufonuchalis néven.

## Előfordulása
Afganisztán, Kína, India, Kazahsztán, Kirgizisztán, Nepál, Pakisztán, Tádzsikisztán, Türkmenisztán és Üzbegisztán területén honos. A természetes élőhelye szubtrópusi és trópusi hegyi esőerdők és bokrosok.

## Megjelenése
Átlagos testhossza 12 centiméter, testtömege 7-13 gramm.